# لماذا تقتل النساء
لماذا تقتل النساء (بالإنجليزية: Why Women Kill) هو مسلسل تلفزيوني درامي كوميديا سوداء أمريكي من تأليف مارك تشيري وبطولة لوسي لو، جينيفر غودين، ألكسندرا داداريو، سام جاجر وجاك دافنبورت. عرض الموسم الأول الذي تكون من 10 حلقات على باراماونت+ في 15 أغسطس 2019 وعرض الموسم الثاني في 3 يونيو 2021. في ديسمبر 2021 تم الأعلان عن تجديد المسلسل لموسم ثالث.

## القصة
قصة المسلسل حول الشابة ديب عارضة الأزياء التي تعرضت لحادث سير وتوفيت.

## روابط خارجية
لماذا تقتل النساء على موقع IMDb (الإنجليزية)
- لماذا تقتل النساء على موقع ميتاكريتيك (الإنجليزية)
- لماذا تقتل النساء على موقع روتن توميتوز (الإنجليزية)
- لماذا تقتل النساء على موقع فيلمافينيتي (الإسبانية)
- لماذا تقتل النساء على موقع كينوبويسك (الروسية)
- لماذا تقتل النساء على موقع ألو سيني (الفرنسية)
- لماذا تقتل النساء على موقع قاعدة بيانات الفيلم (الإنجليزية)